# Championnats du monde de triathlon longue distance 2012
Les Championnats du monde de triathlon longue distance 2012 présentent les résultats des championnats mondiaux longue distance de triathlon en 2012 organisés par la fédération internationale de triathlon.
Ces 19e championnats se sont déroulés à Vitoria-Gasteiz en Espagne le 29 juillet 2012.

## Distances
| Distances course (kilomètres) | Distances course (kilomètres) | Distances course (kilomètres) |
| Natation                      | Vélo                          | Course à pied                 |
| ----------------------------- | ----------------------------- | ----------------------------- |
| 4                             | 120                           | 30                            |

## Résultats

### Homme
| Rang   | Athlète              | Pays       | Temps           |
| ------ | -------------------- | ---------- | --------------- |
| Or     | Chris McCormack      | Australie  | 5 h 29 min 47 s |
| Argent | Eneko Llanos         | Espagne    | 5 h 31 min 39 s |
| Bronze | Dirk Bockel          | Luxembourg | 5 h 34 min 54 s |
| 4      | Emil Dalgaard        | Danemark   | 5 h 38 min 39 s |
| 5      | Martin Krňávek       | Tchéquie   | 5 h 44 min 47 s |
| 6      | Viktor Zyemtsev      | Ukraine    | 5 h 45 min 49 s |
| 7      | Nikolay Yaroshenko   | Russie     | 5 h 46 min 23 s |
| 8      | Duarte Silva Marques | Portugal   | 5 h 50 min 51 s |
| 9      | Pedro Miguel Reig    | Espagne    | 5 h 52 min 11 s |
| 10     | Miquel Blanchart     | Espagne    | 5 h 52 min 42 s |

### Femme
| Rang   | Athlète                     | Pays        | Temps           |
| ------ | --------------------------- | ----------- | --------------- |
| Or     | Caroline Steffen            | Suisse      | 6 h 04 min 17 s |
| Argent | Camilla Pedersen            | Danemark    | 6 h 09 min 23 s |
| Bronze | Jodie Swallow               | Royaume-Uni | 6 h 12 min 48 s |
| 4      | Virginia Berasategui        | Espagne     | 6 h 20 min 36 s |
| 5      | Maider Gaztañaga Dorronsoro | Espagne     | 6 h 23 min 52 s |
| 6      | Ewa Bugdol                  | Pologne     | 6 h 24 min 46 s |
| 7      | Jeanne Collonge             | France      | 6 h 35 min 15 s |
| 8      | Olesya Prystayko            | Ukraine     | 6 h 37 min 23 s |
| 9      | Gurutze Frades Larralde     | Espagne     | 6 h 45 min 38 s |
| 10     | Estefaia Gómez Villanueva   | Espagne     | 6 h 47 min 13 s |

## Tableau des médailles
| Rang  | Nation      | Or | Argent | Bronze | Total |
| ----- | ----------- | -- | ------ | ------ | ----- |
| 1     | Australie   | 1  | 0      | 0      | 1     |
| -     | Suisse      | 1  | 0      | 0      | 1     |
| 3     | Danemark    | 0  | 1      | 0      | 1     |
| -     | Espagne     | 0  | 1      | 0      | 1     |
| 3     | Royaume-Uni | 0  | 0      | 1      | 1     |
| -     | Luxembourg  | 0  | 0      | 1      | 1     |
| Total | Total       | 2  | 2      | 2      | 6     |